# دوبروفنوي
دوبروفنوي ( (بالروسية: Дубровное)‏ هي منطقة ريفية (قرية) تقع في مستوطنة سيميزيري الريفية في منطقة كادويسكي في منطقة فولوغدا في روسيا. بلغ عدد السكان 10 اعتبارًا من عام 2002. 